# Кузьменко, Иван Прокофьевич
Иван Прокофьевич Кузьменко (1920—2006) — подполковник Советской Армии, участник Великой Отечественной войны, Герой Советского Союза (1945).

## Биография
Иван Кузьменко родился 29 декабря 1920 года в селе Новоалександровка (ныне — Приазовский район Запорожской области Украины). После окончания средней школы и двух курсов Бердянского учительского института работал в неполной средней школе. В 1939 года Кузьменко был призван на службу в Рабоче-крестьянскую Красную Армию. С июня 1941 года — на фронтах Великой Отечественной войны. В 1943 году Кузьменко окончил курсы младших лейтенантов.
К апрелю 1945 года старший лейтенант Иван Кузьменко командовал батареей 1314-го лёгкого артиллерийского полка 21-й лёгкой артиллерийской бригады 6-й артиллерийской дивизии прорыва 47-й армии 1-го Белорусского фронта. Отличился во время боёв в Германии. В период Берлинской операции Кузьменко находился в стрелковых частях, корректируя огонь своей батареи, что способствовало продвижению пехоты вперёд. 25 апреля 1945 года батарея Кузьменко поддерживала пехоту на подступах к Потсдаму. 5 мая 1945 года в районе населённого пункта Баниц в 4 километрах к юго-востоку от Премница батарея отразила 8 немецких контратак, уничтожив большое количество танков и пехоты, продержавшись до подхода основных сил.
Указом Президиума Верховного Совета СССР от 31 мая 1945 года за «образцовое выполнение боевых заданий командования и проявленные при этом мужество и героизм» старший лейтенант Иван Кузьменко был удостоен высокого звания Героя Советского Союза с вручением ордена Ленина и медали «Золотая Звезда» за номером 7917.
После окончания войны Кузьменко продолжил службу в Советской Армии. В 1949 году он окончил Военно-артиллерийскую школу. В 1960 году в звании подполковника Кузьменко был уволен в запас. Проживал в Киеве, работал старшим инспектором отдела кадров СМУ-1 треста «Киевэлектромонтаж». 
Умер 9 марта 2006 года, похоронен на Берковецком кладбище Киева.
Был также награждён орденами Красного Знамени, Александра Невского, Отечественной войны 1-й степени, тремя орденами Красной Звезды, рядом медалей.